# Муди (окръг)
Окръг Муди (на английски: Moody County) е окръг в щата Южна Дакота, Съединени американски щати. Площта му е 1350 km², а населението - 6579 души (2017). Административен център е град Фландро.